# Bobslæde under vinter-OL 2022 – Firer-bob (mænd)
Bobslædekonkurrencen i Firer-bob for mænd ved vinter-OL 2022 bliver afholdt den 18. og 19. februar 2022, i Xiaohaituo Bobsleigh and Luge Track i Yanqing-distriktet i Beijing.

## Resultater
| Rangering                        | Bib | Atleter                                                              | Land                      | Løb 1    | Rangering | Løb 2   | Rangering | Løb 3   | Rangering | Løb 4   | Rangering | Total   | Behind |
| -------------------------------- | --- | -------------------------------------------------------------------- | ------------------------- | -------- | --------- | ------- | --------- | ------- | --------- | ------- | --------- | ------- | ------ |
| 1                                | 4   | Francesco Friedrich Thorsten Margis Candy Bauer Alexander Schüller   | Tyskland                  | 58.29    | 2         | 58.71   | 1         | 58.17   | 1         | 59.13   | 1         | 3:54.30 | —      |
| 2. plads, sølvmedaljemodtager(e) | 6   | Johannes Lochner Florian Bauer Christopher Weber Christian Rasp      | Tyskland                  | 58.13 TR | 1         | 58.90   | 3         | 58.34   | 2         | 59.30   | 5         | 3:54.67 | +0.37  |
| 3                                | 5   | Justin Kripps Ryan Sommer Cam Stones Ben Coakwell                    | Canada                    | 58.38    | 3         | 59.00   | 5         | 58.44   | 5         | 59.27   | 3         | 3:55.09 | +0.79  |
| 4                                | 12  | Christoph Hafer Michael Salzer Matthias Sommer Tobias Schneider      | Tyskland                  | 58.60    | 5         | 58.95   | 4         | 58.35   | 3         | 59.25   | 2         | 3:55.15 | +0.85  |
| 5                                | 9   | Oskars Ķibermanis Dāvis Spriņģis Matīss Miknis Edgars Nemme          | Letland                   | 58.70    | 7         | 58.86   | 2         | 58.41   | 4         | 59.30   | 5         | 3:55.27 | +0.97  |
| 6                                | 8   | Brad Hall Taylor Lawrence Nick Gleeson Greg Cackett                  | Storbritannien            | 58.60    | 5         | 59.09   | 6         | 58.65   | 6         | 59.38   | 7         | 3:55.72 | +1.42  |
| 7                                | 7   | Rostislav Gaitiukevich Mikhail Mordasov Pavel Travkin Aleksei Laptev | Ruslands Olympiske Komité | 58.54    | 4         | 59.24   | 8         | 58.81   | 7         | 59.56   | 14        | 3:56.15 | +1.85  |
| 8                                | 14  | Maxim Andrianov Alexey Zaitsev Vladislav Zharovtsev Dmitrii Lopin    | Ruslands Olympiske Komité | 58.82    | 9         | 59.30   | 9         | 59.03   | 9         | 59.40   | 8         | 3:56.55 | +2.25  |
| 9                                | 15  | Christopher Spring Cody Sorensen Sam Giguère Mike Evelyn             | Canada                    | 59.10    | 12        | 59.33   | 10        | 59.10   | 10        | 59.46   | 11        | 3:56.99 | +2.69  |
| 10                               | 13  | Hunter Church Joshua Williamson Kristopher Horn Charlie Volker       | USA                       | 58.91    | 11        | 59.70   | 19        | 58.96   | 8         | 59.49   | 13        | 3:57.06 | +2.76  |
| 11                               | 11  | Michael Vogt Luca Rolli Cyril Bieri Sandro Michel                    | Schweiz                   | 59.23    | 13        | 59.22   | 7         | 59.18   | 12        | 59.44   | 9         | 3:57.07 | +2.77  |
| 12                               | 10  | Benjamin Maier Sascha Stepan Markus Sammer Kristian Huber            | Østrig                    | 58.76    | 8         | 59.46   | 11        | 59.17   | 11        | 1:00.10 | 20        | 3:57.49 | +3.19  |
| 13                               | 2   | Mihai Tentea Raul Dobre Ciprian Daroczi Cristian Radu                | Rumænien                  | 58.87    | 10        | 59.55   | 13        | 59.30   | 14        | 59.93   | 18        | 3:57.65 | +3.35  |
| 13                               | 17  | Frank Del Duca Carlo Valdes James Reed Hakeem Abdul-Saboor           | USA                       | 59.26    | 14        | 59.56   | 15        | 59.39   | 17        | 59.44   | 9         | 3:57.65 | +3.35  |
| 15                               | 3   | Patrick Baumgartner Eric Fantazzini Alex Verginer Lorenzo Bilotti    | Italien                   | 59.36    | 17        | 59.72   | 20        | 59.34   | 15        | 59.28   | 4         | 3:57.70 | +3.40  |
| 16                               | 25  | Sun Kaizhi Wu Qingze Wu Zhitao Zhen Heng                             | Kina                      | 59.38    | 18        | 59.65   | 18        | 59.47   | 19        | 59.47   | 12        | 3:57.97 | +3.67  |
| 17                               | 27  | Li Chunjian Ding Song Ye Jielong Shi Hao                             | Kina                      | 59.31    | 16        | 59.55   | 13        | 59.46   | 18        | 59.66   | 17        | 3:57.98 | +3.68  |
| 18                               | 20  | Won Yun-jong Kim Jin-su Jung Hyun-woo Kim Dong-hyun                  | Sydkorea                  | 59.45    | 19        | 59.60   | 16        | 59.38   | 16        | 59.59   | 15        | 3:58.02 | +3.72  |
| 19                               | 18  | Romain Heinrich Lionel Lefebvre Dorian Hauterville Jérôme Laporal    | Frankrig                  | 59.29    | 15        | 59.53   | 12        | 59.29   | 13        | 1:00.06 | 19        | 3:58.17 | +3.87  |
| 20                               | 1   | Edson Bindilatti Rafael da Silva Erick Jeronimo Edson Martins        | Brasilien                 | 59.49    | 20        | 59.60   | 16        | 59.78   | 23        | 59.61   | 16        | 3:58.48 | +4.18  |
| 21                               | 21  | Dominik Dvořák Jan Šindelář Jakub Nosek Dominik Záleský              | Tjekkiet                  | 59.71    | 23        | 59.80   | 21        | 59.65   | 22        | N/A     | N/A       | 2:59.16 | N/A    |
| 22                               | 22  | Markus Treichl Markus Glueck Sebastian Mitterer Robert Eckschlager   | Østrig                    | 59.53    | 21        | 1:00.07 | 24        | 59.59   | 21        | N/A     | N/A       | 2:59.19 | N/A    |
| 23                               | 16  | Taylor Austin Daniel Sunderland Chris Patrician Jacob Dearborn       | Canada                    | 59.67    | 22        | 59.81   | 22        | 59.79   | 24        | N/A     | N/A       | 2:59.27 | N/A    |
| 24                               | 19  | Simon Friedli Adrian Fassler Fabio Badraun Andreas Haas              | Schweiz                   | 59.71    | 23        | 1:00.01 | 23        | 59.57   | 20        | N/A     | N/A       | 2:59.29 | N/A    |
| 25                               | 24  | Suk Young-jin Kim Hyeong-geun Kim Tae-yang Shin Ye-chan              | Sydkorea                  | 59.74    | 25        | 1:00.31 | 26        | 59.91   | 25        | N/A     | N/A       | 2:59.96 | N/A    |
| 26                               | 23  | Ivo de Bruin Jelen Franjic Janko Franjic Dennis Veenker              | Holland                   | 59.85    | 26        | 1:00.07 | 24        | 1:00.08 | 27        | N/A     | N/A       | 3:00.00 | N/A    |
| 27                               | 28  | Mattia Variola Robert Mircea Alex Pagnini Delmas Obou                | Italien                   | 1:00.25  | 27        | 1:00.33 | 27        | 1:00.07 | 26        | N/A     | N/A       | 3:00.65 | N/A    |
| 28                               | 26  | Shanwayne Stephens Ashley Watson Rolando Reid Matthew Wekpe          | Jamaica                   | 1:00.80  | 28        | 1:01.39 | 28        | 1:01.23 | 28        | N/A     | N/A       | 3:03.42 | N/A    |